# چاوت مورک (آریزونا)
چاوت مورک (به انگلیسی: Chuwut Murk) یک منطقهٔ مسکونی در ایالات متحده آمریکا است که در آریزونا واقع شده‌است. چاوت مورک ۵۷۹ متر بالاتر از سطح دریا واقع شده‌است.